# Municipio de Willow Vale
El municipio de Willow Vale (en inglés: Willow Vale Township) es un municipio ubicado en el condado de Bottineau en el estado estadounidense de Dakota del Norte. En el año 2010 tenía una población de 26 habitantes y una densidad poblacional de 0,28 personas por km².

## Geografía
El municipio de Willow Vale se encuentra ubicado en las coordenadas 48°40′53″N 100°21′11″O / 48.68139, -100.35306. Según la Oficina del Censo de los Estados Unidos, el municipio tiene una superficie total de 93.52 km², de la cual 92,98 km² corresponden a tierra firme y (0,58 %) 0,54 km² es agua.

## Demografía
Según el censo de 2010, había 26 personas residiendo en el municipio de Willow Vale. La densidad de población era de 0,28 hab./km². De los 26 habitantes, el municipio de Willow Vale estaba compuesto por el 100 % blancos. Del total de la población el 7,69 % eran hispanos o latinos de cualquier raza.